# Старая Калужская дорога
Старая Калужская дорога (Калужский тракт, Екатерининский тракт) — древний путь, столбовая дорога, соединявшая Москву с Калугой. 
Калужская дорога известна с XIV века как самый короткий путь от Москвы к Калуге. Тракт проходил через современные Москву, Новую Москву, Жуковский, Малоярославецкий и Ферзиковский районы Калужской области. Дороге посвящена народная песня.

## Описания

### Москва и Московский уезд
Дорога тянулась от Крымского моста, по Крымскому валу до Калужской площади, далее в юго-западном направлении по Большой Калужской улице (сейчас Ленинскому проспекту) на протяжении 17 вёрст, до границы Московского и Подольского уездов. В пределах Московского уезда — Калужская застава (Ленинский проспект, 35), Живодёрная слободка (площадь Гагарина), сельцо Семёновское, Воронцово и Троицкое, село Петровское (Профсоюзная улица, 65), село Сергиевское, село Коньково, Верхние Тёплые Станы, Нижние Тёплые Станы.  
До Живодёрной слободки примерно совпадала с современным Ленинским проспектом, далее сворачивала западнее, к Москве-реке, по современной улице Косыгина и вновь возвращалась к прежнему направлению в районе современной улицы Бардина. В районе улицы Фотиевой поворачивала на юго-запад к сельцу Семеновское, через современную улицу Панфёрова к улице Вавилова. Далее по улице Вавилова, через улицу Гарибальди, на улицу Академика Пилюгина к Воронцово и селу Троицкое. Затем по улице Архитектора Власова и Старокалужскому шоссе к улице Обручева, где выходила на Профсоюзную улицу. За пределами МКАД совпадала с современным Калужским шоссе.

### Подольский уезд
Как и Калужское шоссе, проходила через Сосенки (Соснино), Ракитки (Ракитка), Десна (Мостовая), Ватутинки. У Десны проходит над одноимённой рекой. В районе Троицка дорога проходила западнее Калужского шоссе, около Троицкого храма в Троицке. В районе деревень Горки и Слобода (Красная Пахра) контуры Калужского шоссе и старой дороги вновь совпадают. Дорога проходит через мызу Новые Дворики (у деревни Чириково), Никольское, Голохвастово, Бабенки (Бабинки). У моста через реку Моча дорога проходила у одноимённой деревни, продолжаясь в Воронове. Далее дорога шла через Косовку, Семенково (Новоселки). 

### Боровский уезд
Со Львово (Крутой овраг) дорога проходит по землям Боровского уезда. В районе Крестов (Большие и Малые Вески) заканчивается Калужское шоссе, пересекаемое и продолжаемое Варшавским, а старая Калужская дорога уходит на юг от Варшавского шоссе.
Дальше дорога проходит через село Спас-Купля (Васильевское), Рогово, Кузовлёво. В районе Чернишни (Виньково) пересекает границу Новой Москвы и Калужской области. 
В Жуковском районе дорога шла через Гремячево, Корсаково, Тарутино. За Тарутино пересекает реку Нара. Далее дорога проходила через деревни Гранищево, затем Леташево.

### Малоярославецкий и Оболенский уезды
В Малоярославецком уезде дорога проходила через деревню Баев Колодезь, деревню Лыково (Лыков Овраг), деревню Чёрная Грязь, село Овчинино. Перед Овчинино дорога пересекает Протву. 
Потом дорога шла через Филипповку, за которой пересекала границу современных Жуковского и Малоярославецкого районов Калужской области. Далее проходила через Чухловку (Чухломку), Недельное, Казариново, Кобылино, Якимовка, Семендяево, Башмаковка, где выходила за пределы Малоярославецкого уезда.
До 1776 года Чёрная Грязь, Овичино, Филипповка, Чухломка, Недельное относились к Оболенскому уезду.

### Калужский уезд
В Калужском уезде дорога шла через селения — Голухино (Голуховка), Николо-Дол (Погост Никольский), Гурьево (Гурьевка), Песочня, Ястребовка (Ястребово) и достигала пункта назначения — Калуги.
За Гурьево дорога пересекала границы Ферзиковского района.

## История
В 1764 году императрица Екатерина II приказала расставить на главных дорогах, включая и Старую калужскую, каменные верстовые столбы по единому образцу. Однако верстовые столбы из экономии сделали деревянными. Вдоль дорог высажены берёзы, кроны которых со временем стали смыкаться, образуя летом зелёный туннель. 
В декабре 1775 года императрица Екатерина Великая проезжала через Недельное в Калугу, с этого времени тракт называется Екатерининским.  
По Старой Калужской дороге Кутузов отходил после Бородинского сражения, на ней же прошли Тарутинский манёвр и Тарутинский бой.
В октябре 1812 года, из Москвы, по трактам Калужскому и Смоленскому, в смешанном страхе за своим вождем потянулись наутёк наполеоновские войска.   
В 1834 году по ней ехал Пушкин в родовое имение Гончаровых — Полотняный завод. 
Также с дорогой тесно связаны боевые действия во время Великой Отечественной войны.  
В 1941 году участок Старого калужского тракта Овчинино — Недельное, когда-то вымощенный булыжником, был заброшен и запущен. Немцы восстановили полотно силами советских военнопленных и местного населения, планируя использовать его для наступления на Москву. По восстановленной дороге поступало снабжение для Высокинической группировки.   